# Morrigan
În mitologia  celtică, Morrigan sau Mórrígan ("regină mare") este, împreună cu Badb, o zeiță a războiului, supraveghetoare a acestuia. Participarea ei este foarte căutată pentru a ieși victorios dintr-o luptă. Ea este totodată o iubitoare a distrugerii și de aceea are obiceiul de a ațâța combatanții. Este o regină a fantomelor, fiind asociată corbilor. Ea și Bobd pot apărea pe câmpul de luptă sub forma a trei ciori.